# George Patching
George Patching (George Herbert Patching; * 15. September 1886 in Queenstown; † 31. März 1944 in Pretoria) war ein südafrikanischer Sprinter.
Bei den Olympischen Spielen 1912 in Stockholm wurde er Vierter im 100-Meter-Lauf. Über 200 und 400 Meter erreichte Patching das Halbfinale.
1912 wurde Patching britischer Meister über 100 Yards.

## Weblinks

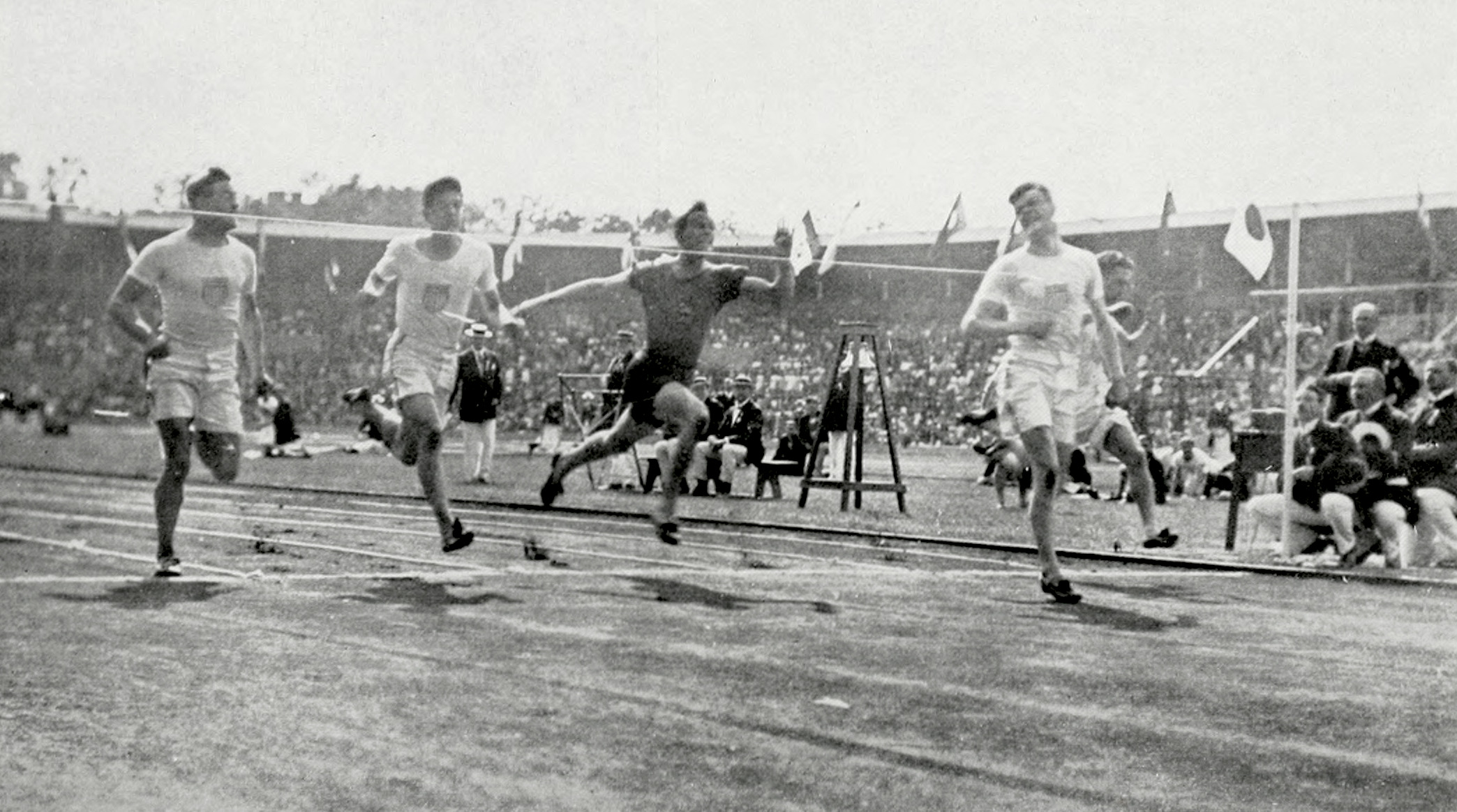
George Patching (2. v. r.) beim Zieleinlauf des 100-Meter-Finales